# O Fortuna
O Fortuna je spjev Carmina Burana, zbirka latinskih spjevova napisanih u ranom 13. stoljeću. Fortuna je bila boginja sreće u rimskoj mitologiji. Njemački skladatelj Carl Orff je odabrao 24 spjeva iz te kolekcije i zajedno ih svrstao u jednu između 1935. i 1936. godine. 

## Tekst
| O Fortuna (Kor) | Hrvatski prijevod |
| --- | --- |
| O Fortuna velut luna statu variabilis, semper crescis aut decrescis; vita detestabilis nunc obdurat et tunc curat ludo mentis aciem, egestatem, potestatem dissolvit ut glaciem. Sors immanis et inanis, rota tu volubilis, status malus, vana salus semper dissolubilis, obumbrata et velata michi quoque niteris; nunc per ludum dorsum nudum fero tui sceleris. Sors salutis et virtutis michi nunc contraria, est affectus et defectus semper in angaria. Hac in hora sine mora corde pulsum tangite; quod per sortem sternit fortem, mecum omnes plangite! | O Fortuna, kao mjesec stalno se mijenjaš uvijek jačaš i bez sjaja; gnusan život sad nadvladaš i onda blagost kao raskoš biraš oskudica a i moć rastopi ih kao led. Sudbina grdna i prazna, kruži kao točak, zlonamjeran blagostanje je uzaludno i stalno slabi potamnjeno i zatrto a i ti me mučiš; sad kroz igru svoju izoliranost vraćam nazad k tvojoj podlosti. Sudbina je protiv mene u zdravlju i vrlini onoj lakoj i otežanoj, uvijek zarobljena. Tako ovaj čas bez odgađanja isčupaj žile, Sve dok propast ne napadne jakog čovjeka, plačite svi sa mnom! |